# Marie-Pierre Dillenseger
Marie-Pierre Dillenseger est praticienne, auteure et conférencière, spécialiste des arts stratégiques chinois au service de la vitalité (Yi Jing, feng shui, astrologie chinoise, art de la guerre, qi gong, synchronicité). Française, née à Colmar, elle a pris la nationalité Américaine en 2012. Elle vit à Cambridge sur la côte Est des États-Unis.

## Biographie

### Jeunesse
Marie-Pierre Dillenseger découvre la médecine traditionnelle chinoise lorsque, enfant, elle est traitée par l'acupuncture.
Plus tard, en 1977, elle découvre le Yi Jing, dit aussi le Le livre des transformations. Cette lecture l'initie à une quête de textes et pratique relatifs à la pensée traditionnelle chinoise.

### Formation
Elle obtient un baccalauréat scientifique en 1977, un diplôme de conservateur de bibliothèques à l'École nationale supérieure des sciences de l'information et des bibliothèques (ENSB) en 1984 et enfin, un DEA de littérature française consacré à Julien Gracq à l'Université Lumière-Lyon-II en 1984.
Elle est nommée Maitre en Feng Shui à la Formation Feng Shui FSRC de Toronto en 2002,,.

### Carrière
Marie-Pierre Dillenseger a travaillé au Centre national d'art et de culture Georges-Pompidou, puis est devenue conservateur dans le réseau des bibliothèques de la ville de Paris.
En 1986, elle rejoint la filiale française de CLSI, une société américaine d’informatisation de bibliothèques. En 1989, elle est mutée au siège de Boston, puis y travaille jusqu’en 1995 dans le domaine du multimédia et des nouvelles technologies,.
Après un diagnostic médical cette année-là qui ne lui donne que trois mois à vivre et une lourde opération du foie, elle décide de quitter le domaine de l’entreprise et fonde le cabinet PowerSpaces. Elle se consacre à l'étude et la pratique des techniques ancestrales Chinoises,, et notamment des arts stratégiques chinois, à savoir le Feng Shui classique, l'Astrologie chinoise, l'Art de la guerre, le Yi Jing, et la Synchronicité,,,,,,,,,.

## Auteur
Marie-Pierre Dillenseger est l'auteur de huit livres et deux coffrets, mettant en lumière les effets combinés de la posture individuelle, du lieu, et du moment où nous prenons nos décisions. La transmission de pratiques simples et efficaces se fonde sur sa pratique d'accompagnement et la lecture stratégique ancestrale Chinoise. Son objectif est le gain et la préservation des forces vitales.

## Engagement
Marie-Pierre Dillenseger est engagée dans la protection du patrimoine architectural de la ville de Cambridge, Massachusetts, depuis 2013, en sa qualité de chairman du Cambridge Neighborhood Conservation District. Elle intervient localement pour la préservation de l'environnement à Cape Cod,.
Elle s'engage aussi dans l’étude et la valorisation des cultures amérindiennes, notamment sur la cote Est des États-Unis.

## Publications
- La Voie du Feng-Shui : Chevaucher le temps, apprivoiser l'espace, trouver sa place, InterEditions, 2016,  (ISBN 2729616179)
- Oser s'accomplir,12 clés pour être soi, Mama Éditions, 2019,  (ISBN 978-2-84594-240-0)
- Debout, La force de s'incarner, Mama Éditions, 2021,  (ISBN 978-2-84594-354-4)
- L’Alignement, 150 cartes pour agir, 150 carte pour s’accomplir, Mama Editions, 2021,  (ISBN 978-2-84594-394-0)
- La Voie du Feng-Shui : Les clés pour trouver sa place, Dunod, 2022,  (ISBN 2100832301)
- Le Feu intérieur : 23 pratiques quotidiennes pour libérer votre vitalité, Robert Laffont, 2022,  (ISBN 9782221258613)
- L'Incarnation, 125 cartes pour avancer, 125 pages pour être, Mama Éditions, 2022,  (ISBN 978-2-84594-402-2)
- Lire les signes et trouver son chemin, Mama Éditions, 2023,  (ISBN 978-2-84594-502-9)
- S'ancrer pour se déployer, Mama Éditions, 2023,  (ISBN 978-2-84594-506-7)
- Du repli à l'avancée, Mama Éditions, 2023,  (ISBN 978-2-84594-504-3)
- Bien chez soi - 23 pratiques pour trouver la paix, l'énergie et sa place, Robert Laffont, 2024,  (ISBN 978-2221273838)